# 알타이 우량카이

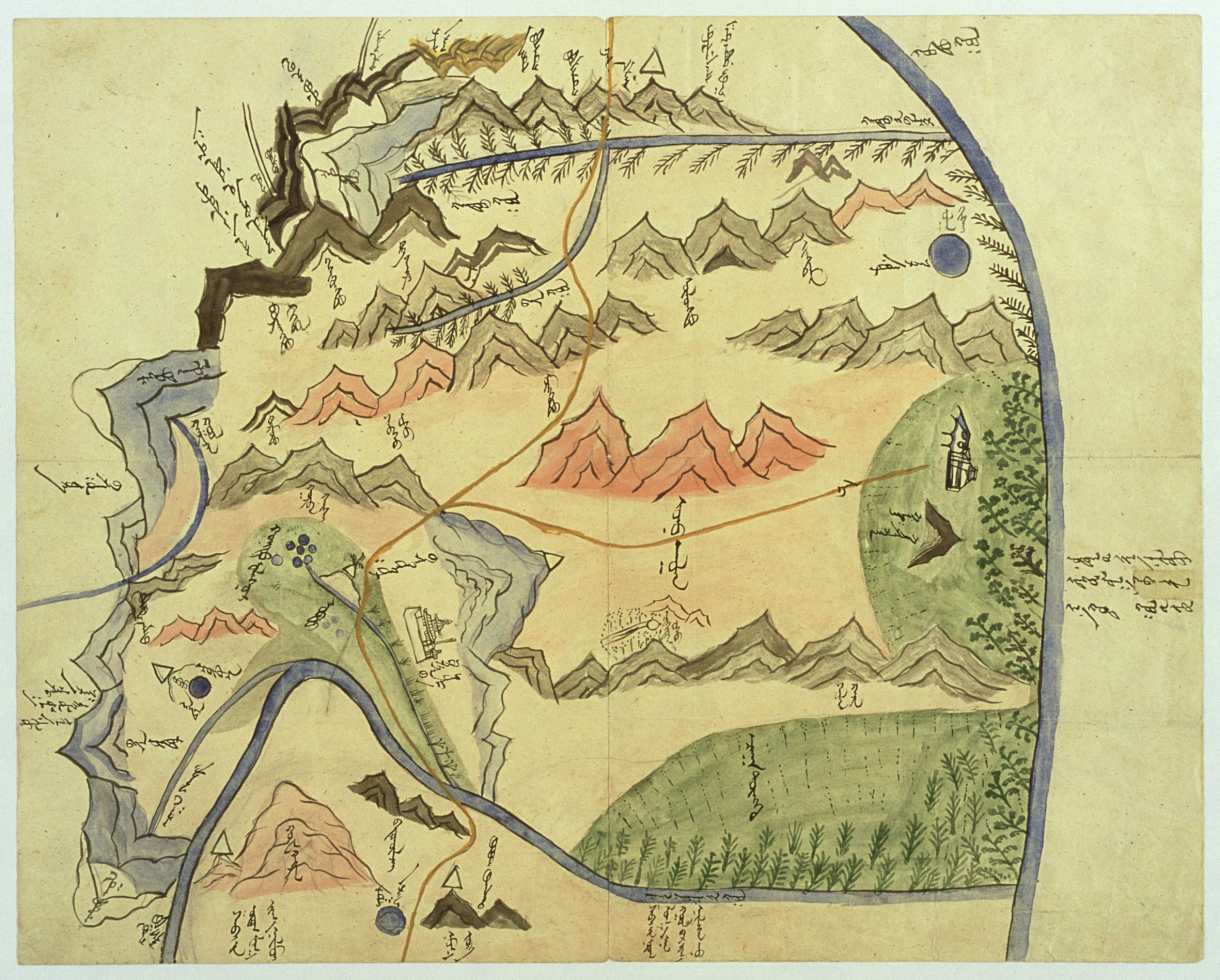
서부 몽골의 알타이 우량카이족의 쥘게트 귄 호슈의 지도

알타이 우량카이(몽골어: ᠠᠯᡐᠠᡅ ᡅᠨ
ᡇᠷᠠᡃᡊᡍᠠᡅ, 중국어 간체자: 阿尔泰乌梁海, 정체자: 阿爾泰烏梁海)는 알타이산맥 주변에 살던 몽골계 부족이다. 오늘날은 몽골국 서부와 신장 동부에 산다.
우량카이는 7세기부터 등장하는 몽골계 민족이다. 이름 자체는 “숲사람”이라는 뜻으로, 원래 몽골고원에서 유목하던 민족들이 그보다 북쪽의 타이가 지대에서 수렵채집 생활을 하는 보다 원시적인 민족들을 가리킨 말이었다. 이후 17세기에 이르면 몽골계, 튀르크계, 사모예드계를 가리지 않고 몽골 서북부에 사는 민족들을 가리키는 말로 변질된다.
우량카이는 몽골 제국 형성에 협조하면서 남하했는데, 동쪽 만주로 간 우량카이는 우량카이 3위가 되었다. 이들은 15세기 말에 다얀 칸에게 정복당했고 16세기에 할하에 흡수되었다.
한편 켄티산맥에 정착했던 우량카이는 16세기 초엽에 서진하여 알타이산맥에 정착했다. 이들이 알타이 우량카이다. 이후 알타이산맥 동남쪽에서 오이라트 연맹이 흥기하자 알타이 우량카이는 오이라트에 복속되었다. 1754년(건륭 19년) 준가르 칸국이 청나라에게 멸망하면서 알타이산맥은 청나라의 서북쪽 최전방 국경이 되었다. 청나라는 알타이 우량카이를 7기로 나누었다. 1759년(건륭 24년), 청나라는 알타이산맥 이남 이르티시강 이북의 영역을 알타이 우량카이 부족들의 목초지로 지정했다. 1762년(건륭 27년)에는 알타이 우량카이 7기에 각각 총관을 두었고, 1763년(건륭 28년) 7기를 좌익 4기와 우익 3기로 나누었다.
건륭 연간 이후, 카자흐인들이 알타이산맥 일대로 이동해와서 알타이 우량카이의 영역을 침범했다. 1865년(동치 4년) 둥간 이슬람 반란으로 서역신강 일대가 불안정해지자 청은 우량카이대참(臺站)을 설치했다. 이듬해 탑성이 함락되자 탑성의 오이라트인 병사들을 알타이 우량카이로 옮겼다. 1907년(광서 32년) 12월, 알타이 우량카이 7기의 소재지를 승화(承化, 오늘날의 알타이시)로 옮겼다. 이후 외몽골 복드 칸국이 독립함에 따라 알타이 우량카이의 거주 지역은 복드 칸국과 중화민국 신강성 사이에 나뉘었다. 독립 몽골국 쪽의 지역은 바양울기주가 되었고 중국 쪽 지역은 신장 위구르 자치구 알타이시가 되었다. 양쪽 모두 카자흐인과 섞여 살고 있다.
청나라 때 부도통 1인이 임명되어 알타이 우량카이 7기를 통괄했으며, 좌익과 우익 양익에 산질대신이 좌익과 우익에 각각 1인이 있었다. 이들 고위직 3인은 각자 자기 기의 총관(總管)이기도 했으며, 나머지 4기에도 총관이 1인씩 있었다. 각 기에는 니루(좌령)와 효기교(驍騎校)가 1인씩 있었다. 이 보직들은 팔기제의 전통에 따른 것이며, 허브드의 참찬대신이 적임자를 골라내 임명하도록 주청하였다.
중화민국 신강성의 알타이 우량카이는 좌익맹과 우익맹으로 나뉘었고 지방관이 자사그로 바뀌었다.